# Dahua Technology
Zhejiang Dahua Technology Co., Ltd. (chiń. 浙江大华技术股份有限公司) – chińskie przedsiębiorstwo elektroniczne. Zajmuje się przede wszystkim projektowaniem i produkcją urządzeń z dziedziny bezpieczeństwa i monitoringu.
Przedsiębiorstwo zostało założone w 2001 roku, a swoją siedzibę ma w Hangzhou (prowincja Zhejiang). Zatrudnia ponad 17 tys. osób. 
Dahua Technology produkuje kamery do wideomonitoringu, rejestratory, zestawy wideodomofonowe i systemy analizy obrazu. Oferta przedsiębiorstwa obejmuje również karty pamięci (SD), dyski SSD (do użytku ogólnego i do zastosowania w systemach monitoringu), dyski zewnętrzne i przenośne pamięci USB, a także moduły RAM. Dahua Technology wprowadziło na rynek także monitory i telewizory oraz komputery osobiste (stacjonarne, all-in-one, laptopy).
Stany Zjednoczone zarzucają Dahua udział w łamaniu praw człowieka. Zdaniem Amerykanów rozwiązania tej marki są wykorzystywane w represjach wobec muzułmańskich mniejszości etnicznych w ChRL, w tym mniejszości ujgurskiej, oraz stanowią potencjalne zagrożenie dla bezpieczeństwa narodowego USA. W sierpniu 2019 r. wszedł w życie federalny zakaz nabywania urządzeń Dahua, a w październiku 2019 r. firma trafiła na „czarną listę” amerykańskiego Departamentu Handlu.